# Các chủ đề trong mật mã học
Đây là bài nhằm phân loại, sắp xếp theo chủ đề các bài trong lĩnh vực mật mã học.

## Các thuật toán mã hóa cổ điển
- Mật mã khóa tự động
- Mật mã hoán vị
- Mật mã thay thế đa ký tự 
  - Mật mã Vigenère
- Mật mã thay thế đa hình 
  - Mật mã Playfair 
  - Mật mã Hill
- Mật mã thay thế 
  - Mật mã Caesar 
    - ROT13 

  - Mật mã Affine 
  - Mật mã Atbash
- Mật mã dịch chuyển 
  - Scytale 
  - Grille 
  - Mật mã VIC (hệ thống mật mã bằng tay khá phức tạp được sử dụng bởi ít nhất một điệp viên Liên Xô vào đầu thập kỷ 1950—vào thời điểm đó là khá an toàn)

## Các bản mã hóa nổi tiếng
- Xem Danh sách các bản mã hóa nổi tiếng

## Tấn công vào các thuật toán mã hóa cổ điển
- Frequency analysis
- Index of coincidence

## Các tổ chức, dự án liên quan tới thuật toán, tiêu chuẩn mật mã

### Các tổ chức tiêu chuẩn
- the Federal Information Processing Standards Publication program (run by NIST to produce standards in many areas to guide operations of the US Federal government; many FIPS Pubs are cryptography related, ongoing)
- the ANSI standardization process (produces many standards in many areas; some are cryptography related, ongoing)
- ISO standardization process (produces many standards in many areas; some are cryptography related, ongoing)
- IEEE standardization process (produces many standards in many areas; some are cryptography related, ongoing)
- IETF standardization process (produces many standards (called RFCs) in many areas; some are cryptography related, ongoing)

See Cryptography standards

### Các tổ chức liên quan tới mật mã
- NSA internal evaluation/selections (surely extensive, nothing is publicly known of the process or its results for internal use; NSA is charged with assisting NIST in its cryptographic responsibilities)
- GCHQ internal evaluation/selections (surely extensive, nothing is publicly known of the process or its results for GCHQ use; a division of GCHQ is charged with developing and recommending cryptographic standards for the UK government)
- DSD Australian SIGINT agency - part of ECHELON
- Communications Security Establishment (CSE) — Canadian intelligence agency.

### Các dự án mở
- Quá trình thiết kế DES do (NBS tổ chức, kết thúc năm 1976.
- the RIPE division of the RACE project (sponsored by the European Union, ended mid-'80s)
- Cuộc thi thiết kế AES (NIST tài trọ; kết thúc năm 2001)
- the NESSIE Project (evaluation/selection program sponsored by the European Union; ended 2002)
- the CRYPTREC program (Japanese government sponsored evaluation/recommendation project; draft recommendations published 2003)
- the Internet Engineering Task Force (technical body responsible for Internet standards—the Request for Comment series: ongoing)
- the CrypTool project (eLearning programme in English and German; freeware; exhaustive educational tool about cryptography and cryptanalysis)

## Hàm băm mật mã
- Hàm băm mật mã
- Message authentication code
- Keyed-hash message authentication code
  - EMAC (NESSIE selection MAC)
  - HMAC (NESSIE selection MAC; ISO/IEC 9797-1, FIPS and IETF RFC)
  - TTMAC còn gọi là Two-Track-MAC (NESSIE selection MAC; K.U.Leuven (Belgium) & debis AG (Germany))
  - UMAC (NESSIE selection MAC; Intel, UNevada Reno, IBM, Technion, & UCal Davis)
- MD5 (one of a series of message digest algorithms by Prof Ron Rivest of MIT; 128 bit digest)
- SHA-1 (developed at NSA 160-bit digest, an FIPS standard; the first released version was defective and replaced by this; NIST/NSA have released several variants with longer 'digest' lengths; CRYPTREC recommendation (limited))
  - SHA-256 (NESSIE selection hash function, FIPS 180-2, 256 bit digest; CRYPTREC recommendation)
  - SHA-384 (NESSIE selection hash function, FIPS 180-2, 384 bit digest; CRYPTREC recommendation)
  - SHA-512 (NESSIE selection hash function, FIPS 180-2, 512 bit digest; CRYPTREC recommendation)
- RIPEMD-160 (developed in Europe for the RIPE project, 160-bit digest;CRYPTREC recommendation (limited))
- Tiger (by Ross Anderson et al)
- Snefru
- Whirlpool (NESSIE selection hash function, Scopus Tecnologia S.A. (Brazil) & K.U.Leuven (Belgium))

## Các thuật toán mã hóa khóa công cộng/bí mật
- ACE-KEM (NESSIE selection asymmetric encryption scheme; IBM Zurich Research)
  - ACE Encrypt
- Chor-Rivest
- Diffie-Hellman (key agreement; CRYPTREC recommendation)
- El Gamal (discrete logarithm)
- Elliptic curve cryptography (discrete logarithm variant)
  - PSEC-KEM (NESSIE selection asymmetric encryption scheme; NTT (Japan); CRYPTREC recommendation only in DEM construction w/SEC1 parameters))
  - ECIES (Elliptic Curve Integrated Encryption System; Certicom Corp)
  - ECIES-KEM
  - ECDH (Elliptic Curve Diffie-Hellman key agreement; CRYPTREC recommendation)
- EPOC
- Merkle-Hellman (knapsack scheme)
- McEliece
- NTRUEncrypt
- RSA (factoring)
  - RSA-KEM (NESSIE selection asymmetric encryption scheme; ISO/IEC 18033-2 draft)
  - RSA-OAEP (CRYPTREC recommendation)
- Rabin cryptosystem (factoring)
  - Rabin-SAEP
  - HIME(R)
- XTR

## Các thuật toán tạo chữ ký số
- Digital Signature Algorithm (from NSA, part of the Digital Signature Standard (DSS); CRYPTREC recommendation)
- Elliptic Curve DSA (NESSIE selection digital signature scheme; Certicom Corp); CRYPTREC recommendation as ANSI X9.62, SEC1)
- Schnorr signatures
- RSA signatures
  - RSA-PSS (NESSIE selection digital signature scheme; RSA Laboratories); CRYPTREC recommendation)
- RSASSA-PKCS1 v1.5 (CRYPTREC recommendation)
- Nyberg-Rueppel signatures
- MQV protocol
- Gennaro-Halevi-Rabin signature scheme
- Cramer-Shoup signature scheme
- One-time signatures
  - Lamport signature scheme
  - Bos-Chaum signature scheme
- Undeniable signatures
  - Chaum-van Antwerpen signature scheme
- Fail-stop signatures
- Ong-Schnorr-Shamir signature scheme
- Birational permutation scheme
- ESIGN
  - ESIGN-D
  - ESIGN-R
- Direct anonymous attestation
- NTRUSign
- SFLASH (NESSIE selection digital signature scheme (esp for smartcard applications and similar); Schlumberger (France))
- Quartz

## Nhận thực khóa
- Key authentication
- Public key infrastructure
  - X.509
- Public key certificate
  - Certificate authority
  - Certificate revocation list
- ID-based cryptography
- Certificate-based encryption
- Secure key issuing cryptography
- Certificateless cryptography
- Merkle tree

## Mô hình định dạng ẩn danh
- GPS (NESSIE selection anonymous identification scheme; École Normale Supérieure, France Télécom, & La Poste)

## Các thuật toán mã hóa đối xứng
- Stream ciphers
  - A5/1, A5/2 (cyphers specified for the GSM cellular telephone standard)
  - BMGL
  - Chameleon
  - FISH (by Siemens AG)
  - WWII 'Fish' cyphers
    - Geheimfernschreiber (WWII mechanical onetime pad by Siemens AG, called STURGEON by Bletchley Park)
    - Schlusselzusatz (WWII mechanical onetime pad by Lorenz, called tunny by Bletchley Park)

  - HELIX
  - ISAAC (intended as a PRNG)
  - Leviathan (cipher)
  - LILI-128
  - MUG1 (CRYPTREC recommendation)
  - MULTI-S01 (CRYPTREC recommendation)
  - One-time pad (Vernam and Mauborgne, patented mid-'20s; an extreme stream cypher)
  - Panama
  - Pike (improvement on FISH by Ross Anderson)
  - RC4 (ARCFOUR) (one of a series by Prof Ron Rivest of MIT; CRYPTREC recommendation (limited to 128-bit key))
  - CipherSaber (RC4 variant with 10 byte random IV, easy to implement)
  - SEAL
  - SNOW
  - SOBER
    - SOBER-t16
    - SOBER-t32

  - WAKE
- Block ciphers
  - Block cipher modes of operation
  - Product cipher
  - Feistel cipher (block cypher design pattern by Horst Feistel)
  - Advanced Encryption Standard (128 bit block; NIST selection for the AES, FIPS 197, 2001—by Joan Daemen và Vincent Rijmen; NESSIE selection; CRYPTREC recommendation)
  - Anubis (128-bit block)
  - BEAR (block cypher built from stream cypher and hash function, by Ross Anderson)
  - Blowfish (128 bit block; by Bruce Schneier, et al)
  - Camellia (128 bit block; NESSIE selection (NTT & Mitsubishi Electric); CRYPTREC recommendation)
  - CAST-128 (CAST5) (64 bit block; one of a series of algorithms by Carlisle Adams và Stafford Tavares, who are insistent (indeed, adamant) that the name is not due to their initials)
  - CAST-256 (CAST6) (128-bit block; the successor to CAST-128 and a candidate for the AES competition)
  - CIPHERUNICORN-A (128 bit block; CRYPTREC recommendation)
  - CIPHERUNICORN-E (64 bit block; CRYPTREC recommendation (limited))
  - CMEA — cipher used in US cellphones, found to have weaknesses.
  - CS-Cipher (64 bit block)
  - Data Encryption Standard (DES) (64 bit block; FIPS 46-3, 1976)
  - DEAL — an AES candidate derived from DES
  - DES-X A variant of DES to increase the key size.
  - FEAL
  - GDES — a DES variant designed to speed up encryption.
  - Grand Cru (128 bit block)
  - Hierocrypt-3 (128 bit block; CRYPTREC recommendation))
  - Hierocrypt-L1 (64 bit block; CRYPTREC recommendation (limited))
  - International Data Encryption Algorithm (IDEA) (64 bit block -- James Massey & X Lai of ETH Zurich)
  - Iraqi Block Cipher (IBC)
  - KASUMI (64-bit block; based on MISTY1, adopted for next generation W-CDMA cellular phone security)
  - KHAZAD (64-bit block designed by Barretto and Rijmen)
  - Khufu and Khafre (64-bit block ciphers)
  - LION (block cypher built from stream cypher and hash function, by Ross Anderson)
  - LOKI89/91 (64-bit block ciphers)
  - LOKI97 (128-bit block cipher, AES candidate)
  - Lucifer (by Tuchman et al of IBM, early 1970s; modified by NSA/NBS and released as DES)
  - MAGENTA (AES candidate)
  - Mars (AES finalist, by Don Coppersmith et al)
  - MISTY1 (NESSIE selection 64-bit block; Mitsubishi Electric (Japan); CRYPTREC recommendation (limited))
  - MISTY2 (128 bit block: Mitsubishi Electric (Japan))
  - Nimbus (64 bit block)
  - Noekeon (128 bit block)
  - NUSH (variable block length (64 - 256 bits))
  - Q (128 bit block)
  - RC2 64-bit block, variable key length.
  - RC6 (variable block length; AES finalist, by Ron Rivest et al)
  - RC5 (by Ron Rivest)
  - SAFER (variable block length)
  - SC2000 (128 bit block; CRYPTREC recommendation)
  - Serpent (128 bit block; AES finalist by Ross Anderson, Eli Biham, Lars Knudsen)
  - SHACAL-1 (256-bit block)
  - SHACAL-2 (256-bit block cypher; NESSIE selection Gemplus (France))
  - Shark (grandfather of Rijndael/AES, by Daemen and Rijmen)
  - Square (father of Rijndael/AES, by Daemen and Rijmen)
  - 3-Way (96 bit block by Joan Daemen)
  - TEA (by David Wheeler & Roger Needham)
  - Triple DES (by Walter Tuchman, leader of the Lucifer design team—not all triple uses of DES increase security, Tuchman's does; CRYPTREC recommendation (limited), only when used as in FIPS Pub 46-3)
  - Twofish (128 bit block; AES finalist by Bruce Schneier, et al)
  - XTEA (by David Wheeler & Roger Needham)
- Polyalphabetic substitution machine cyphers
  - Enigma (WWII German rotor cypher machine—many variants, many user networks for most of the variants)
  - Purple (highest security WWII Japanese Foreign Office cypher machine; by Japanese Navy Captain)
  - SIGABA (WWII US cypher machine by William Friedman, Frank Rowlett, et al)
  - TypeX (WWII UK cypher machine)
- Hybrid code/cypher combinations
  - JN-25 (WWII Japanese Navy superencyphered code; many variants)
  - Naval Cypher 3 (superencrypted code used by the Royal Navy in the 30s and into WWII)
- Visual cryptography

## Classifiedcryptography (Hoa Kỳ)
- EKMS NSA's Electronic Key Management System
- FNBDT NSA's secure narrow band voice standard
- Fortezza encryption based on portable crypto token in PC Card format
- KW-26 ROMULUS teletype encryptor (1960s - 1980s)
- KY-57 VINSON tactical radio voice encryption
- SINCGARS tactical radio with cryptographically controlled frequency hopping
- STE secure telephone
- STU-III older secure telephone
- TEMPEST prevents compromising emanations
- Type 1 products

## Phá mã
- Passive attack
- Chosen plaintext attack
- Chosen ciphertext attack
- Adaptive chosen ciphertext attack
- Brute force attack
  - Cryptographic key length
  - Unicity distance
- Cryptanalysis
  - Meet-in-the-middle attack
  - Differential cryptanalysis
  - Linear cryptanalysis
  - Slide attack cryptanalysis
  - Algebraic cryptanalysis
  - XSL attack
  - Mod n cryptanalysis

## Khóa yếu và mật mã dựa trên mật khẩu
- Brute force attack
- Dictionary attack
- Related key attack
- Key derivation function
- Weak key
- Password
- Password-authenticated key agreement
- Passphrase
- Salt

## Trao đổi khóa
- Lôgic BAN
- Giao thức Needham-Schroeder
- Giao thức Otway-Rees
- Giao thức Wide Mouth Frog
- Giao thức Diffie-Hellman
- Man-in-the-middle attack

## Vấn đề tạo số ngẫu nhiên trong mật mã
- PRNG
- CSPRNG
- Hardware random number generators
- Blum Blum Shub
- Yarrow (by Schneier, et al)
- Fortuna (by Schneier, et al)
- ISAAC
- RPNG based on SHA-1 in ANSI X9.42-2001 Annex C.1 (CRYPTREC example)
- PRNG based on SHA-1 for general purposes in FIPS Pub 186-2 (inc change notice 1) Appendix 3.1 (CRYPTREC example)
- PRNG based on SHA-1 for general purposes in FIPS Pub 186-2 (inc change notice 1) revised Appendix 3.1 (CRYPTREC example)

## Thông tin ẩn danh
- Dining cryptographers protocol (by David Chaum)
- Anonymous remailer
- pseudonymity
- anonymous internet banking
- Onion Routing

## Các vấn đề luật pháp
- Cryptography as free speech
  - Bernstein v. United States
  - DeCSS
  - Phil Zimmermann
- Export of cryptography
- Key escrow và Clipper Chip
- Digital Millennium Copyright Act
- Digital Rights Management (DRM)
- Cryptography patents
  - RSA (now public domain)
  - David Chaum and digital cash
- Cryptography and law enforcement
  - Wiretaps
  - Espionage
- Cryptography laws in different nations
  - Official Secrets Act (Anh Quốc)
  - Regulation of Investigatory Powers Act 2000 (Anh Quốc)

## Thuật ngữ
- Cryptographic key
- Cipher
- Ciphertext
- Plaintext
- Code
- Tabula recta

## Sách và các ấn bản
- Books on cryptography
- Important publications in cryptography

## Các nhà mật mã học
- See List of cryptographers

## Sử dụng các kỹ thuật mật mã
- Commitment schemes
- Secure multiparty computations
- Electronic voting
- Authentication
- Digital signatures
- Cryptographic engineering
- Crypto systems

## Các vấn đề khác
- Echelon
- Espionage
- IACR
- Ultra
- Security engineering
- SIGINT
- Steganography
- Cryptographers
- SSL
- Quantum cryptography
- Crypto-anarchism
- Cypherpunk
- Key escrow
- Zero-knowledge proofs
- Random oracle model
- Blind signature
- Blinding (cryptography)
- Digital timestamping
- Secret sharing
- Trusted operating systems
- Oracle (cryptography)

## Các hệ thống mật mã mã nguồn mở (thuật toán + giao thức + thiết kế hệ thống)
- PGP (a name for any of several related crypto systems, some of which, beginning with the acquisition of the name by Network Associates, have not been Free Software in the GNU sense)
- FileCrypt (an open source/commercial command line version of PGP from Veridis of Denmark, see PGP)
- GPG (an open source implementation of the OpenPGP IETF standard crypto system)
- SSH (Secure SHell implementing cryptographically protected variants of several common Unix utilities, First developed as open source in Finland by Tatu Ylonen. There is now OpenSSH, an open source implementation supporting both SSH v1 and SSH v2 protocols. There are also commercial implementations.
- IPsec (Internet Protocol Security IETF standard, a mandatory component of the IPv6 IETF standard)
- Free S/WAN (an open source implementation of IPsec)